# 高中職多元入學
高中職多元入學為中華民國教育部為國民中學畢業生所設計的升學高級中等學校、高級職業學校、五年制專科學校的一系列入學方案總稱。高中職及五專免試入學採計國民中學在校成績作為參考依據，申請入學、甄選入學、登記分發入學則採計國中教育會考成績為參考依據。

## 發展歷程
台灣在「國民中學學生基本學力測驗」實施以前，高中職入學採行聯考聯招制和推薦甄選，一年舉行一次聯合考試（約在7月上旬），獲得該成績後，填選志願卡，依據考試成績分發錄取學校。高級中等學校、高級職業學校和五年制專科學校分開招生，成績一樣均採用聯考成績。

## 方案精神介紹
- 展現多元特色：發展學校特色與課程，自訂招生條件與方式。
- 發揮多元智慧：促使國民中學教學活潑正常化，朝多元適性發展。
- 提供多元選擇：免試入學、申請入學、甄選入學、登記分發入學自選。

## 流程
舊制：
- 選擇是否報名高中職及五專免試入學。
- 選擇是否報考國民中學學生基本學力測驗。
- 免試入學放榜，並完成報到。
- 參加國民中學學生基本學力測驗考試。
- 選擇是否報名高中職申請入學、五專申請抽籤入學或特色招生甄選入學。
- 選擇是否報名參加甄選入學考試。
- 申請入學與甄選入學放榜，並完成報到。如未滿意放榜結果者，可放棄申請入學錄取學校並報名登記分發入學。
- 未報到者或未滿意放榜結果者報名登記分發入學。
- 登記分發入學填選登記分發志願卡。
- 登記分發入學全國放榜，並完成報到。

新制（籌備中）

## 免試入學
為紓緩學生升學壓力、奠定十二年國民基本教育基礎：
- 101至102學年度，為免試入學的「擴大辦理期」，此後國中畢業生將會以「免試入學」及「考試入學」兩階段方式進入高中職、五專就學。
- 103學年度開始，為免試入學的「全面實施期」，大多數學生都會以「免試」方式入學，但此流程尚在研議中。

- 免試入學依「在校成績」擇優採計之後，透過以下三種模式即可進入高中職或五專就讀。

1.「學區登記」──國中畢業生依照免試入學簡章所劃分的學區，向學區內的學校辦理登記；學校必須有一定的名額，不採計任何成績，開放給學區內各國中畢業生報名。
如果人數少於或等於招生名額，則報名的學生「全部錄取」。  若報名學生超過招生名額，則經由「抽籤」或「設籍時間」等方式決定錄取名單。
2.「國中薦送」──各高中職校依各國中畢業班數或人數，按比率提供一定的名額給學區內每所國中，最後由各國中推薦學生前往就讀、直接錄取。目前國中大多會依據校內成績排序，辦理公開的評選方式，完成推薦名單。
3.「學生申請」──高中職開放名額給學區內所有國中生申請，由高中職校方依其比序條件開始審核，最後決定錄取名單，所以學生必須跟其他學生競爭，不保證一定會錄取。
- 辦理日期已確定於2012年6月9、10日，在第一次國中基測報名之前，如果在免試入學階段就錄取，並且決定前往就讀的學生，就可以不用再報考國中基測。

- 2022年高中免試入學放榜，11點網站開放查詢[1]。

## 申請入學
提供對有特色之學校或科別具有興趣之學生就近入學鄰近高中職或直升入學，以落實高中職社區化。

## 甄選入學
為提供各類資賦優異學生、具有特殊才能或性向學生入學。

## 登記分發入學
提供非申請入學、甄選入學，或其他經主管教育行政機關核准之方式入學學生，依其志願分發入學。

## 招生比例
- 免試入學
  - 宣導推動期：99學年度到100學年度
    - 各公立高中：免試入學名額以核定招生名額的5-35％為原則。
    - 各公立高職：免試入學名額以核定招生名額的5-35％為原則。
    - 各公私立五專及私立高中職：免試入學名額以核定招生名額的35％為原則。

  - 擴大辦理期：101 學年度起
    - 各公立高中：免試入學名額占核定招生名額的40％以上為原則。
    - 各公立高職：免試入學名額占核定招生名額的60％以上為原則。
    - 各公私立五專及私立高中職：免試入學名額以核定招生名額的70％以上為原則。

  - 全面實施期：配合十二年國民基本教育之實施，免試入學方式應再做調整，以利各招生區全面推動。但部分學校及特殊類科因應發展特色及實際需要，得報經主管教育行政機關同意後，彈性調整各期程免試入學之比率。
- 申請入學
  - 公立高中：免試入學名額以主管教育行政機關核定招生名額30%為原則，但學校同時辦理甄選入學及申請入學者，其合計名額以40%為原則。
  - 公立高職：申請入學名額以主管教育行政機關核定招生名額60%為原則。
  - 私立高中職：申請入學名額以主管教育行政機關核定招生名額70%為原則。
- 登記分發入學
  - 各校得依學校發展特色及需求，報經核准後，降低登記分發入學名額比例。

### 爭議
國中薦送方式只採計國中在校成績做為分發依據，但段考命題教師可能因命題不公或洩題，造成任教班級成績異常高分，非任教班級異常低分，進而影響學生分發時的排名順序。

## 入學區域分配
高中職多元入學的學校分配，以全國21個縣市為單位劃分為15區：
- 宜蘭區（宜蘭縣）
- 基北區（基隆市、台北市、新北市）
- 桃連區（桃園市、連江縣）
- 竹苗區（新竹市、新竹縣、苗栗縣）
- 中投區（台中市、南投縣）
- 彰化區（彰化縣）
- 雲林區（雲林縣）
- 嘉義區（嘉義市、嘉義縣）
- 台南區（台南市）
- 高雄區（高雄市）
- 屏東區（屏東縣）
- 花蓮區（花蓮縣）
- 台東區（台東縣）
- 澎湖區（澎湖縣）
- 金門區（金門縣）

### 共同就學區
部分鄉鎮市區，因其地理位置，可跨出原區選讀他區之高級中等學校，例如：新北市貢寮區、雙溪區及坪林區所屬國中學生可至宜蘭區就讀；苗栗縣之苑裡鎮、通霄鎮、卓蘭鎮、三義鄉，除了原設之竹苗區外，亦可至中投區的臺中市就讀；雲林縣北港鎮、水林鄉、四湖鄉、口湖鄉，除了雲林區外，亦可至嘉義區就讀。
目前僅花蓮區、台東區、金門區、澎湖區無任何共同就學區。

## 外部連結
- 國中畢業生多元進路宣導網站 （页面存档备份，存于）
- 國民中學學生基本學力測驗推動工作委員會

1. ↑  . 上報 (世代傳媒). 2022-07-19  [2022-07-19]. （原始内容存档于2022-07-19）.